# Järvenpää
Järvenpää (en sueco: Träskända) es una municipalidad de Finlandia.

## Cultura

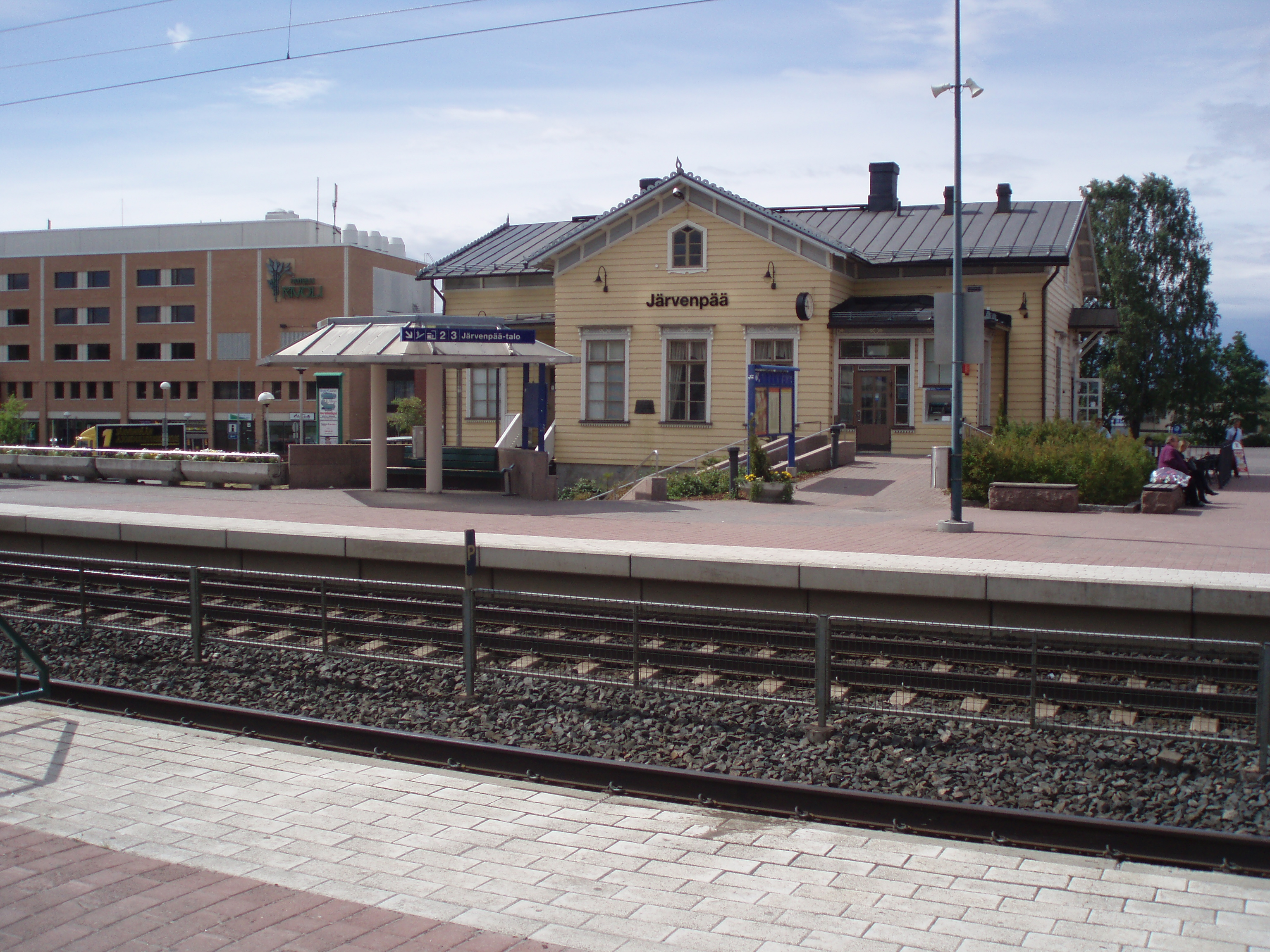
Estación de tren de Järvenpää.

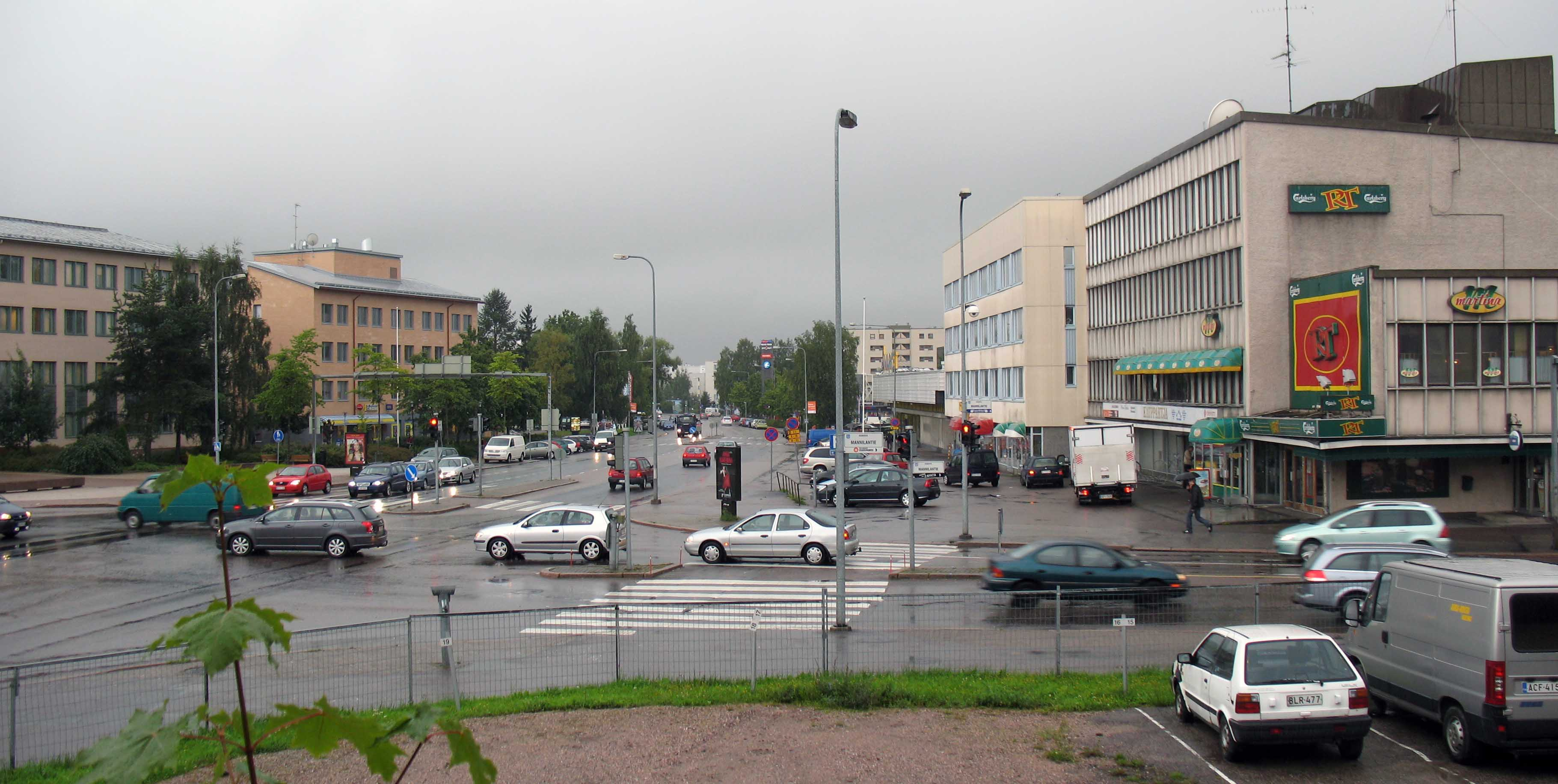
Helsingintie.

Järvenpää es ampliamente conocida por ser la ubicación de Ainola, hogar del compositor finlandés Jean Sibelius. Se sitúa a unos dos kilómetros al sur del centro de la ciudad. El compositor se trasladó con su familia a la cabaña diseñada por Lars Sonck el 24 de septiembre de 1904, y vivió allí, con su esposa Aino, hasta su muerte en 1957. Ainola es un museo sobre Sibelius abierto para su visita durante los meses de verano.
Juhani Aho se mudó con su esposa Venny Soldan-Brofeldt a Järvenpää en 1897. Vivieron en un chalet llamado Vårbacka durante catorce años, cerca de la orilla del Lago Tuusula. La casa más tarde fue rebautizada como Ahola.

## Barrios

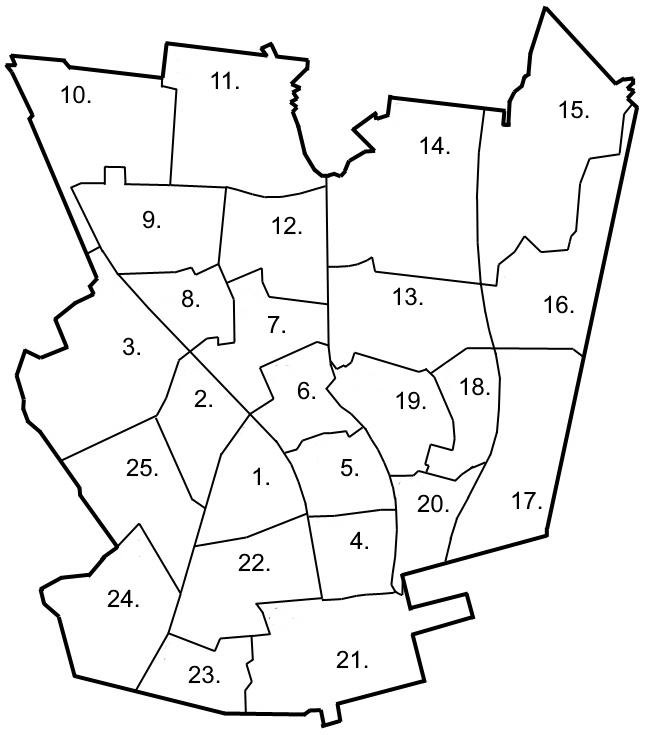
Mapa de ubicación de los barrios de Järvenpää.

El municipio contiene 25 barrios.
|  | 1. Wärtsilä 2. Nummenkylä 3. Pietilä 4. Haarajoki 5. Jamppa 6. Peltola 7. Isokytö 8. Mylly 9. Saunakallio 10. Sorto 11. Pajala 12. Loutti 13. Pöytäalho 14. Terhola 15. Satumetsä 16. Mikonkorpi 17. Kaakkola 18. Keskus 19. Kinnari (Järvenpää) 20. Satukallio 21. Vanhakylä 22. Lepola 23. Kyrölä 24. Terioja 25. Ristinummi |

## Ciudades hermanadas
- Vác (Hungría)
- Rødovre (Dinamarca)
- Lørenskog (Noruega)
- Täby (Suecia)
- Jõgeva (Estonia)
- Voljov (Rusia)
- Buchholz in der Nordheide (Alemania)
- Pasadena (EE. UU.)
- Ho (Ghana)